# Vuojatädno
Vuojatädno är ett vattendrag som avvattnar större delen av Padjelanta Natura 2000-område och som mynnar i den konstgjorda sjön Áhkájávrre. Vattendraget ligger i Jokkmokks kommun i Lappland och ingår i Luleälvens huvudavrinningsområde. Vuojatädno som börjar vid utloppet av Vásstenjávrre, är det största tillflödet till Áhkájávrre med en högsta genomsnittlig vattenföring på 490 m³/s vid inloppet till sjön. 

## Broar
Padjelantaleden mellan Kvikkjokk och Ritsem korsar Vuojatädno via en 61 meter lång hängbro i närheten av Änonjálmme. Nordkalottleden ansluter till Padjelantaleden där Varggá - utloppet från Sáluhávrre - mynnar i Vuojatädno. Anslutningen sker via en ö och 3 broar, varav 2 broar över Vuojatädno: den 100 meter långa Stora Vuojatädnobron som är Laponias största bro, och Mellersta Vuojatädnobron som är 21 m lång.

## Vattenföring
Delavrinningsområdets storlek är 2847 km².  De angivna vattenföringsvärdena i tabellen är beräknade för att utgöra långtidsvärden vid 1900-talsklimat under naturliga förhållanden.
| Plats                   | MQ m³/s                                    | MHQ m³/s                                          | Avrinningsområde km2 |
| ----------------------- | ------------------------------------------ | ------------------------------------------------- | -------------------- |
| Utlopp Vásstenjávrre    | 68,2                                       | 324                                               | 1916                 |
| Nedan Varggá            | 79,5                                       | 378                                               | 2227                 |
| Inlopp Guvtjávrre       | 80,9                                       | 385                                               | 2280                 |
| Utlopp Guvtjávrre       | 89,5                                       | 428                                               | 2524                 |
| Nedan Sjnjuvtjudisjåhkå | 99,6                                       | 478                                               | 2767                 |
| Inlopp Áhkájávrre       | 102,0                                      | 490                                               | 2847                 |
|                         | medelvärdet av varje års medelvattenföring | medelvärdet av varje års högsta dygnsvattenföring |                      |

## Galleri

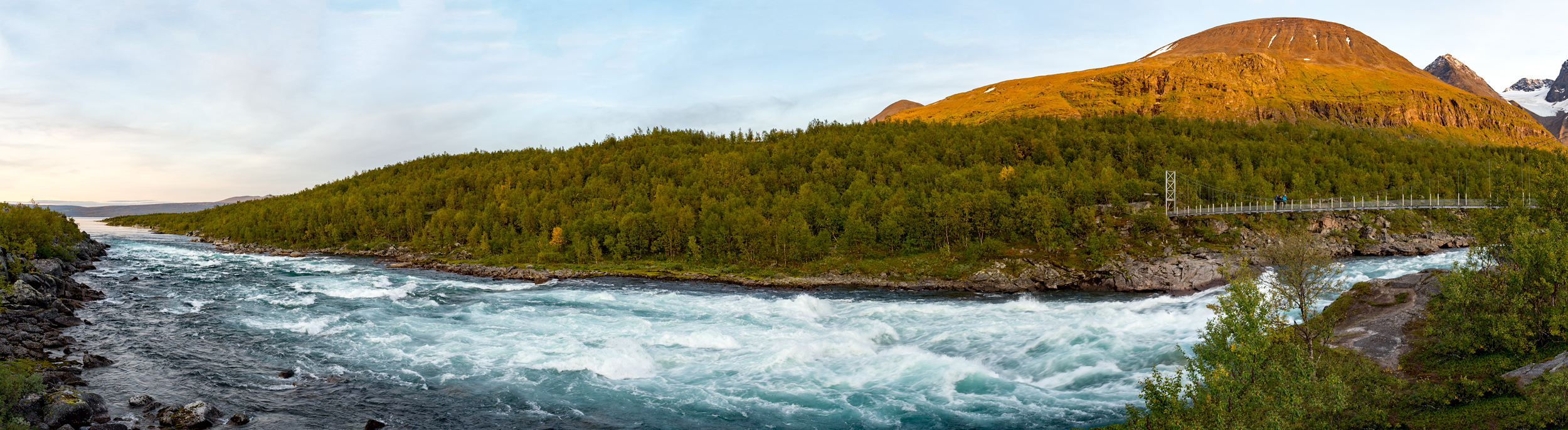
Vuojatädnos inlopp i Áhkájávrre - bron vid Padjelantaleden till höger. Låg vattenföring i september.

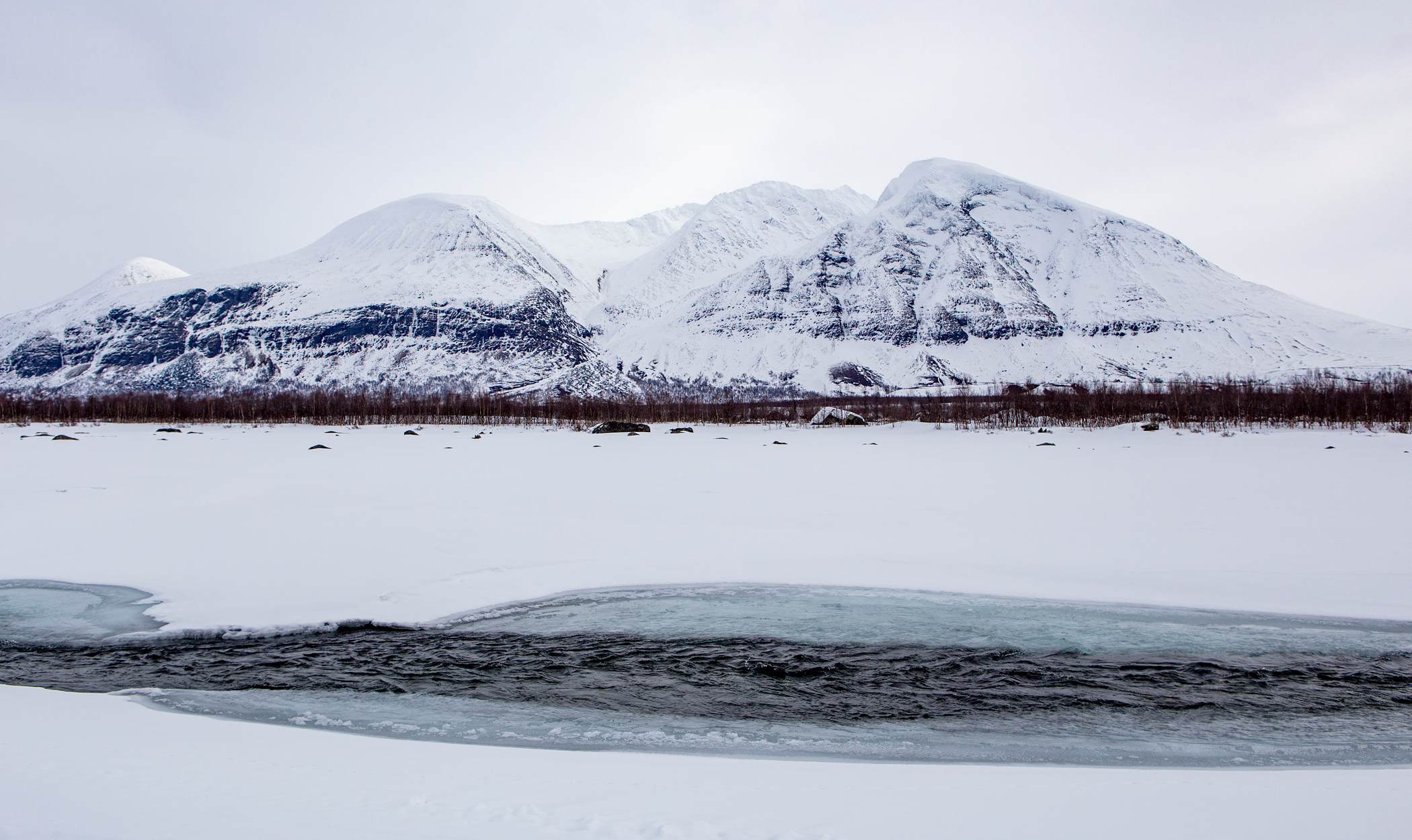
Lågt flöde i Vuojatädno i april.
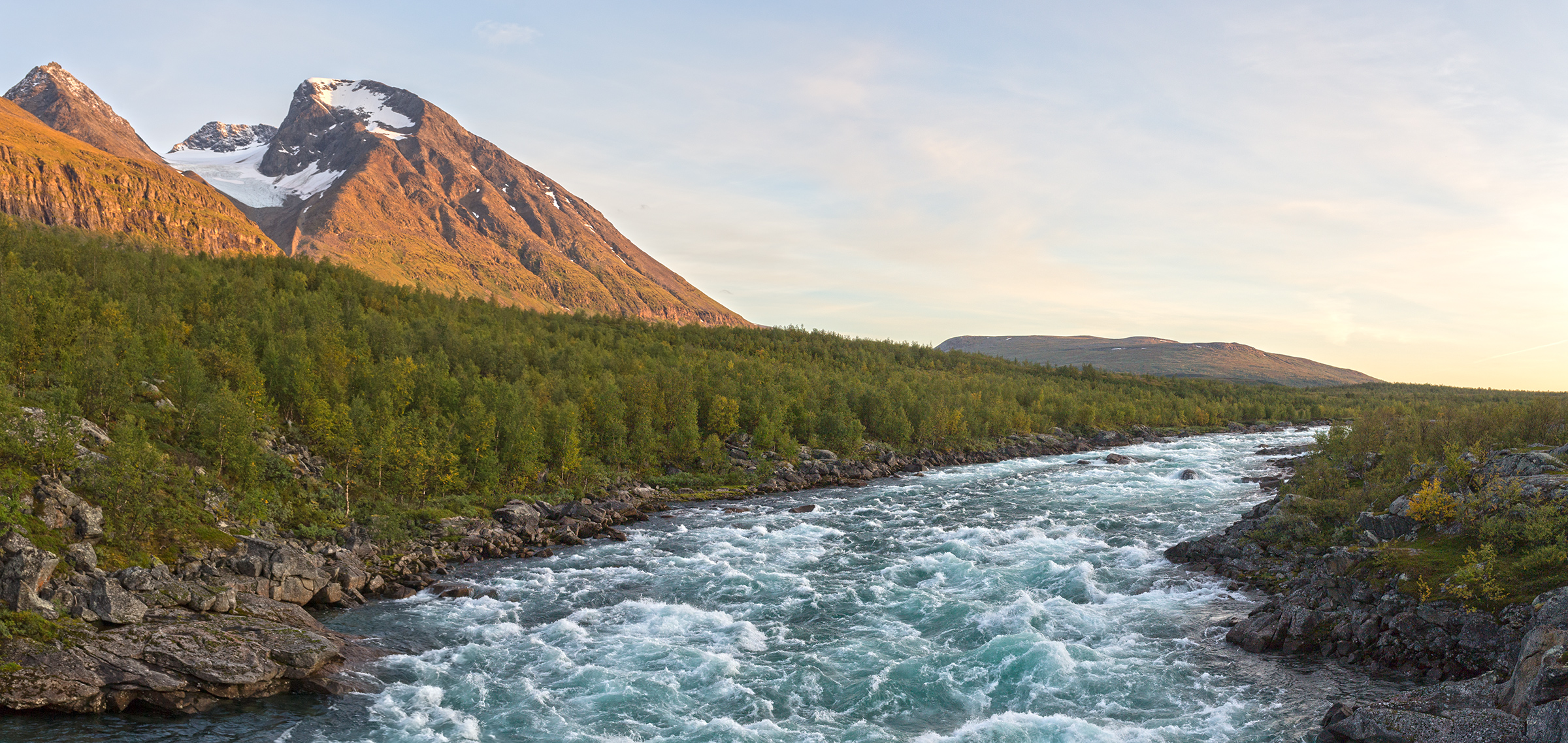
Vy mot söder från bron över Vuojatädno, nära inloppet i Áhkájávrre.
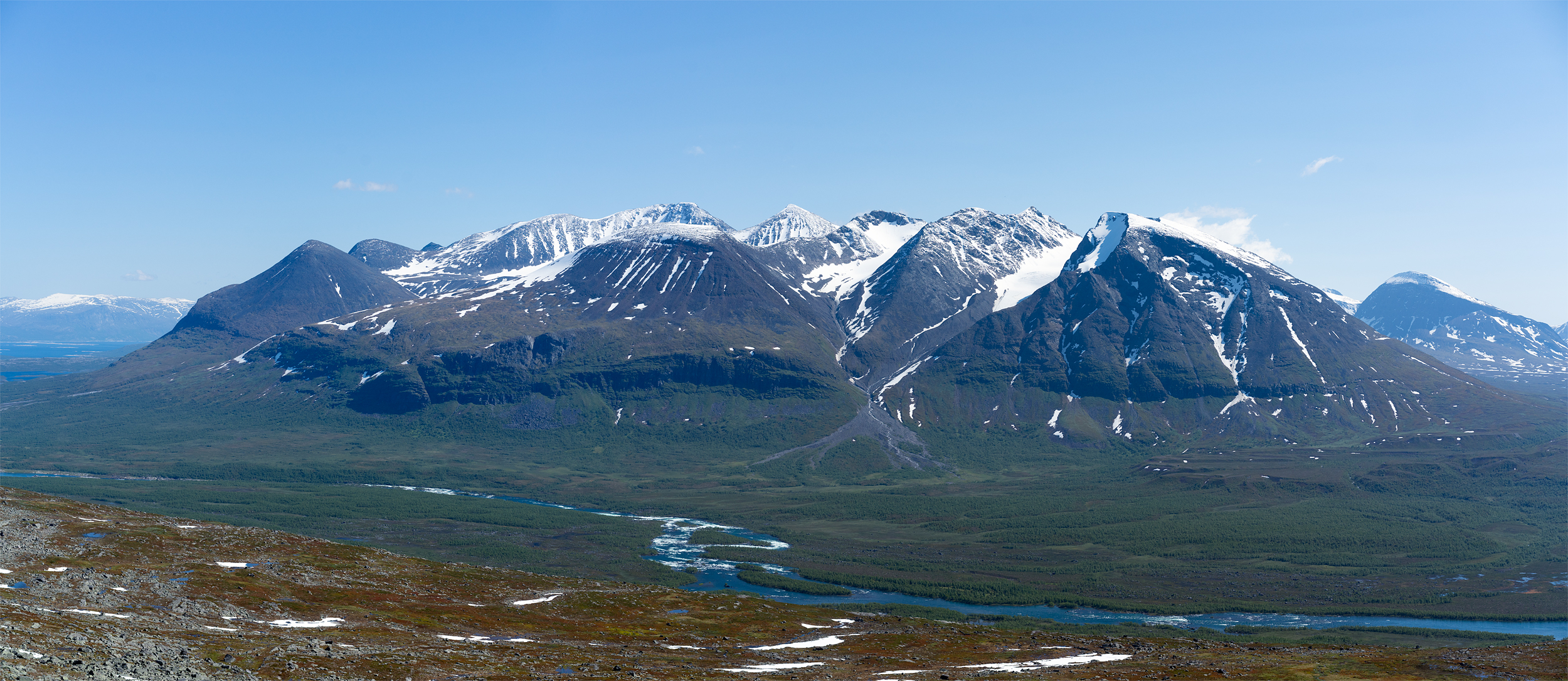
Vy mot Áhkká och Vuojatädno, från Boalnotjåhkkå.
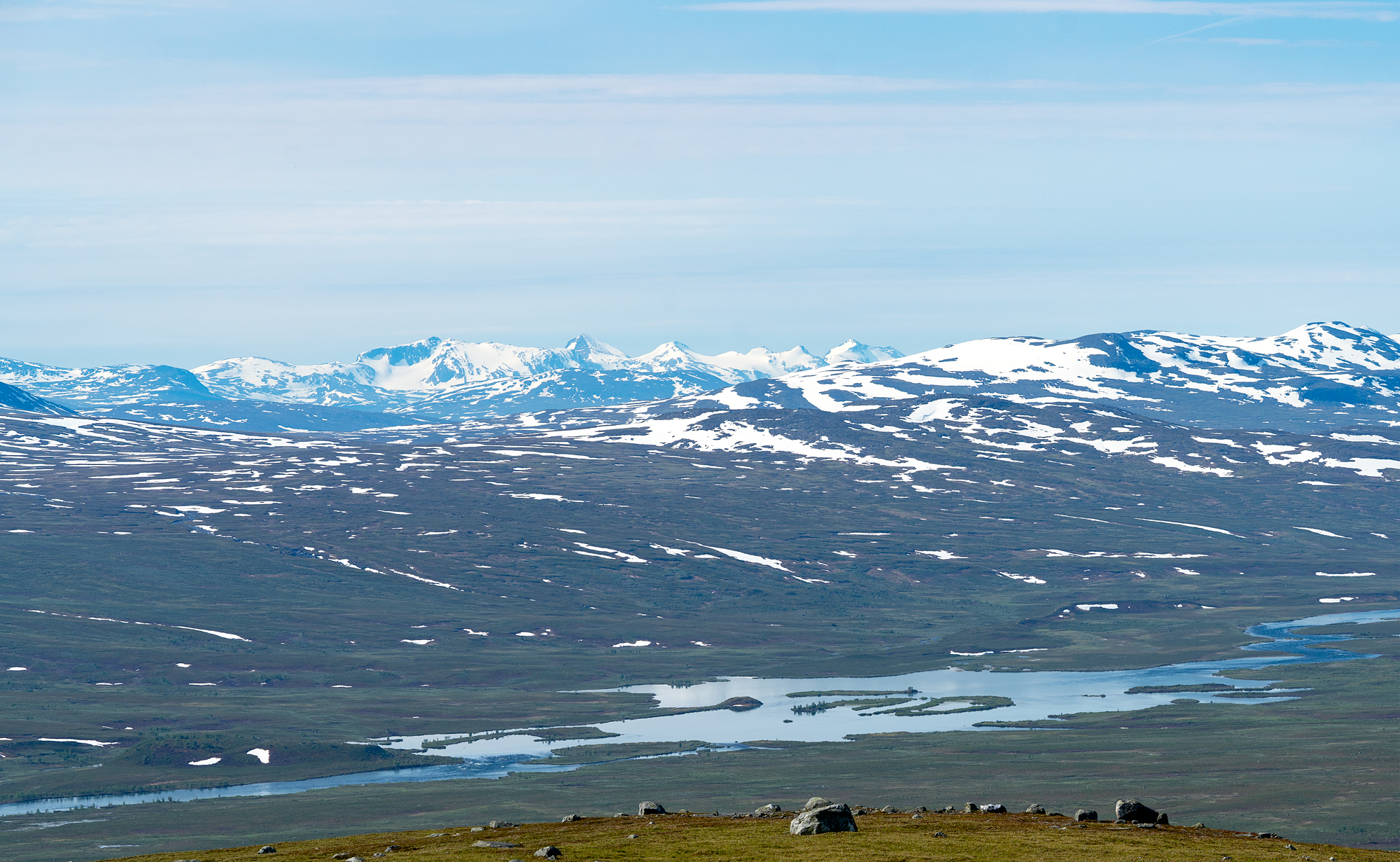
Vy mot Vuojatädno vid Tsågahávrre, från Muvrratjåhkkå.
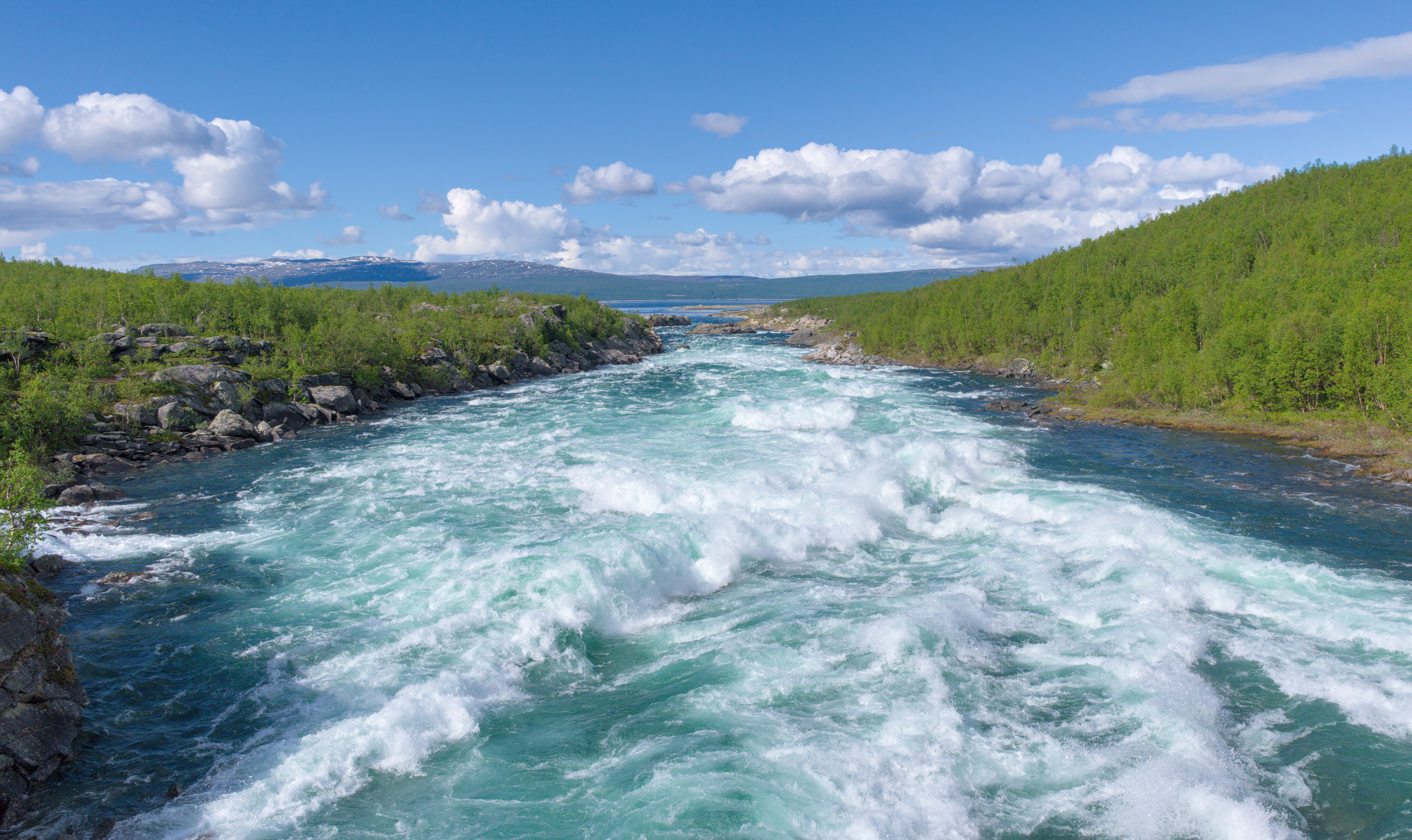